# São Domingos (Friões)
São Domingos é uma muito pequena aldeia, da freguesia de Friões, Município de Valpaços com cerca de 7 habitantes, o que constitui em termos demográficos a mais pequena aldeia da Freguesia. Esta localidade, outrora terra de peixeiros, corre o risco de desaparecer.
Quando existia uma escola primária, as crianças de São Domingos partilhavam a mesma sala com as crianças de Vilarinho, Friões e Ferrugende.

## Localização
S.Domingos localiza-se no entroncamento das estadas que ligam o Barracão a Monsalvarga e Friões ao próprio São Domingos. Em termos orográficos, a aldeia foi edificada num patamar fértil a meio da encosta da serra de Valongo, na margem esquerda do Rio Torto.
Aqui acaba a freguesia de Friões e começa a de Ervões. Dista 2.5 Km da sede, 10 km de Valpaços e 14 km da cidade de Chaves.

## Aldeias Vizinhas
- Barracão, a Norte (1 Km)
- Vilarinho, a Oeste (1 Km)
- Valongo, a Leste (0.5 Km), Freguesia de Ervões
- Alpande, a sul (1.5 Km), Freguesia de Ervões
- Celeirós, a sudoeste, 4 km

## Topónimo
O nome São Domingos advém, provavelmente, do padroeiro do mesmo nome, cuja festa se celebra do dia 8 de agosto.

## Actividade económica
Os habitantes de São Domingos, dedicam-se a pequenas activdidades agricolas, produção de batatas, frutas e legumes e criação de animais como ovelhas, cabras, galinhas e coelhos.

## Património
- Capela de São Domingos
- Nicho de São Domingos
- Fonte de São Domingos

## Galeria Fotográfica

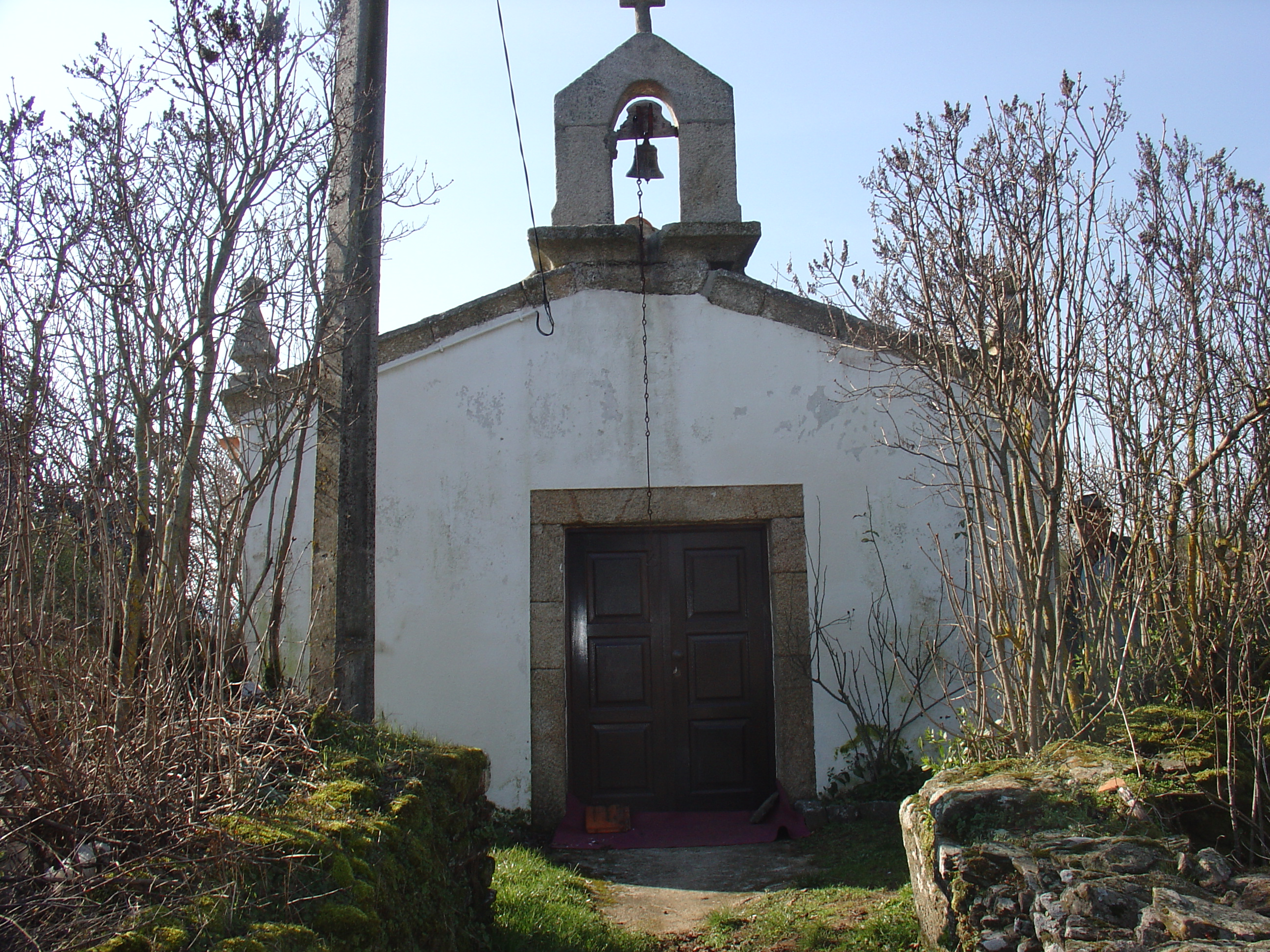
São Domingos - Capela de São Domingos
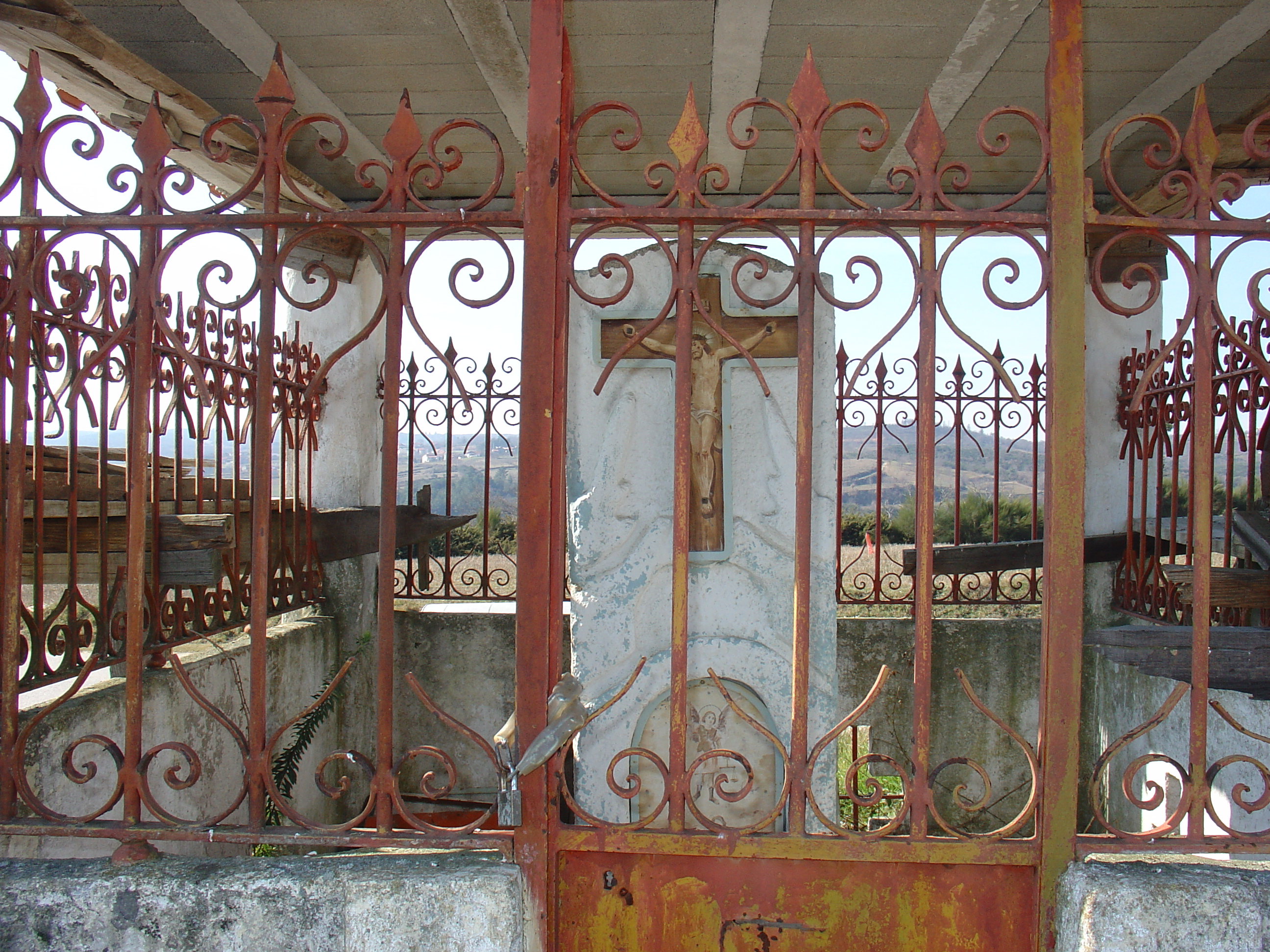
São Domingos - Nicho de S. Domingos
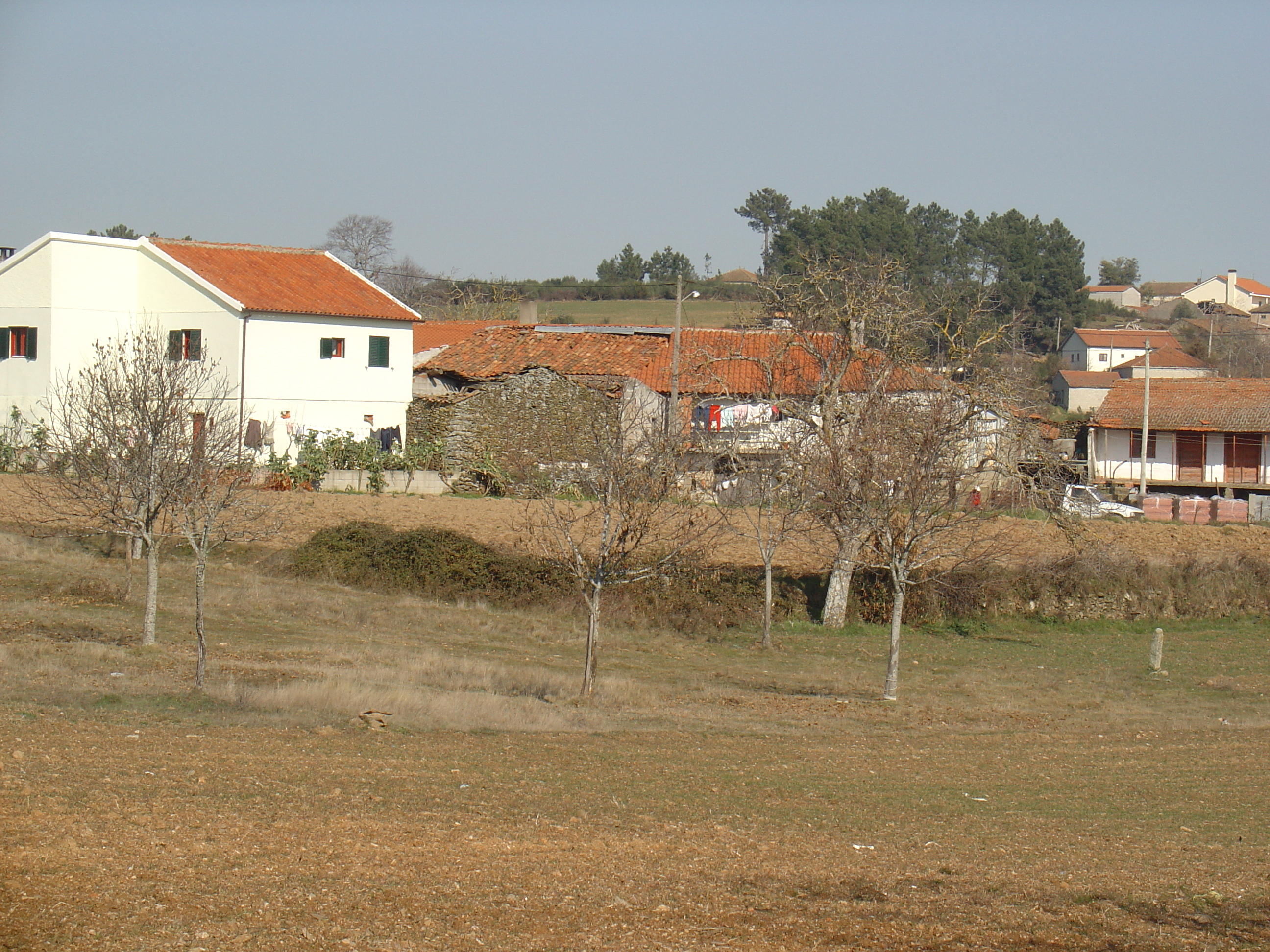
São Domingos - vista geral
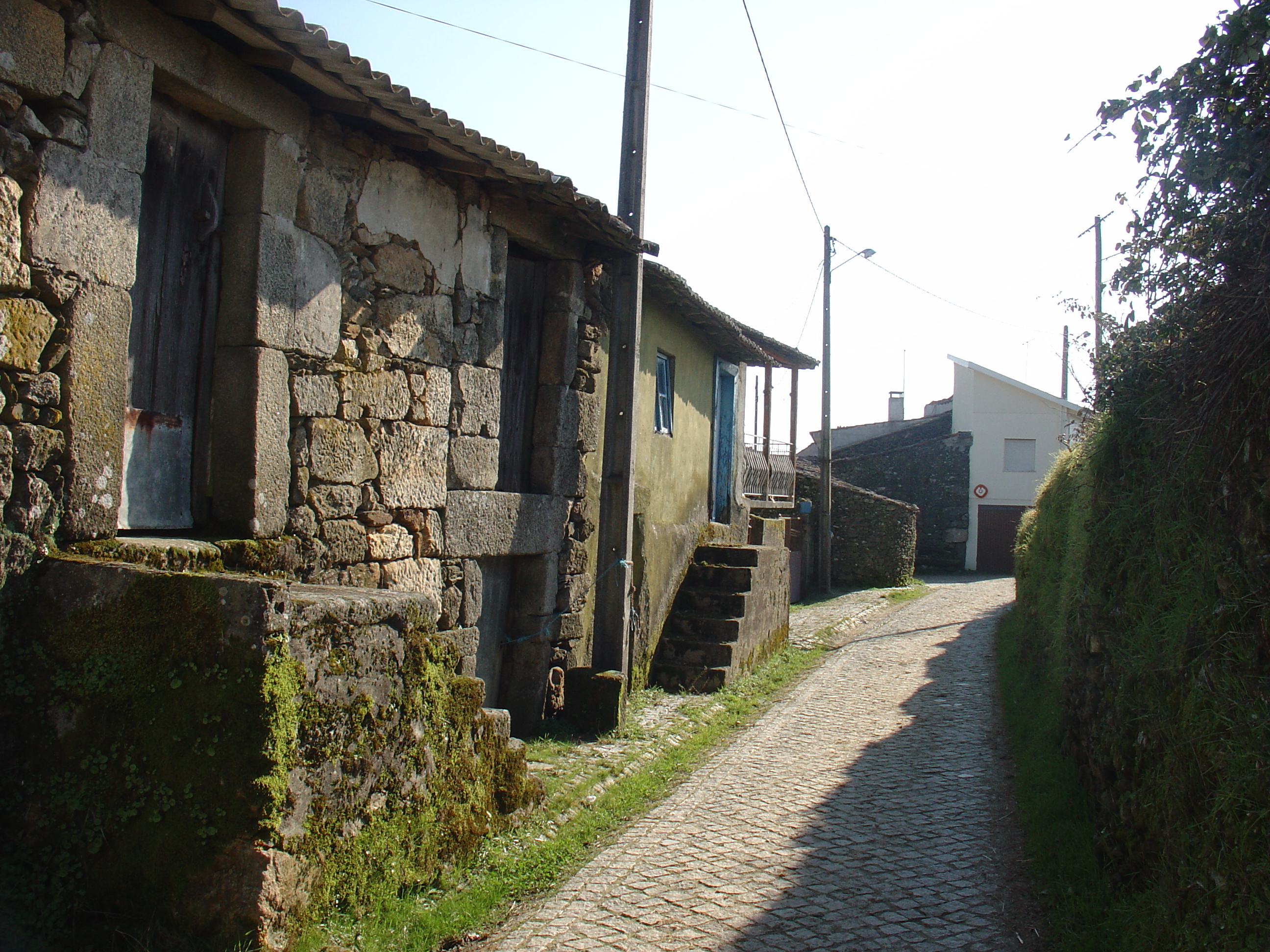
São Domingos - rua central
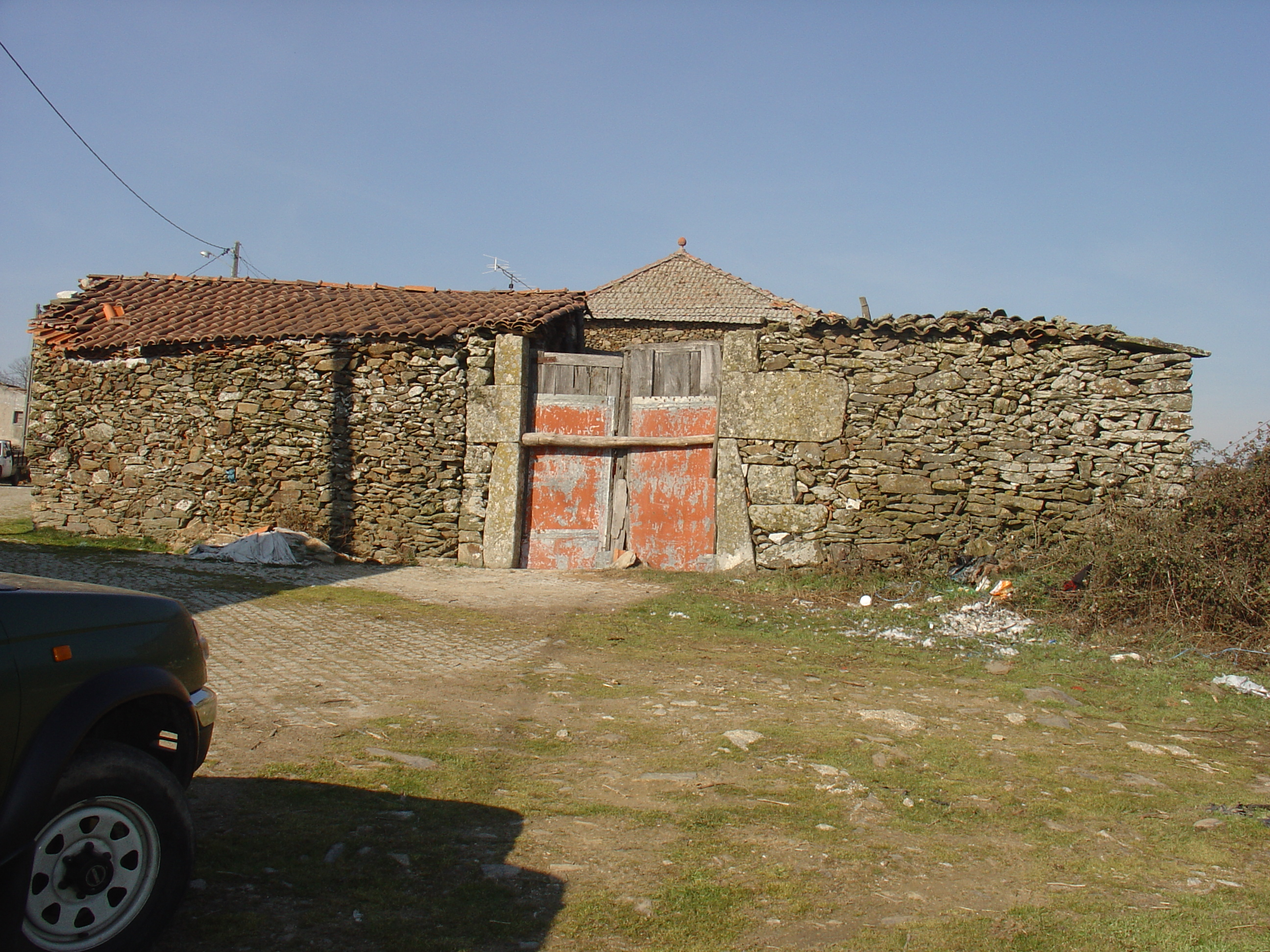
São Domingos - pátio de uma casa